# جاسبر كارلسون
جاسبر كارلسون (بالسويدية: Jesper Karlsson) (25 يوليو 1998 - ) هو لاعب كرة قدم سويدي في مركز مهاجم ‏.

## روابط خارجية
- جاسبر كارلسون على موقع الاتحاد الدولي (مؤرشف)  (الإنجليزية)
- جاسبر كارلسون على موقع الاتحاد الأوربي (الإنجليزية)
- جاسبر كارلسون على موقع اتحاد السويد (السويدية)
- جاسبر كارلسون على موقع إي إس بي إن إف سي (الإنجليزية)
- جاسبر كارلسون على موقع قاعدة بيانات كرة القدم.إي يو (الإنجليزية)
- جاسبر كارلسون على موقع ناشيونال فوتبول تيمز (الإنجليزية)
- جاسبر كارلسون على موقع Soccerway.com (الإنجليزية)
- جاسبر كارلسون على موقع عالم كرة القدم.نت (الإنجليزية)